# مطالعات جنگ
مطالعات جنگ یا جنگ‌شناسی یک حوزه تحقیقاتی با هدف مطالعه بینارشته‌ای دربارهٔ جنگ است و چندین حوزه پژوهشی مختلف را دربرمی‌گیرد، از جمله:
- قوانین جنگ
- فلسفه جنگ
- اخلاق جنگ
- نظریه بازداری
- روان‌شناسی جنگ
- تارخ نظامی
- اقتصاد جنگ
- جامعه‌شناسی جنگ
- روابط بین‌الملل
- علوم سیاسی
- انسان‌شناسی